# Ducula rufigaster
La Dúcula ventrirrufa o Dúcula de Vientre Rufo, (Ducula rufigaster) es una especie de ave columbiforme perteneciente a la familia Columbidae. Es originaria del oeste de Nueva Guinea Occidental, Indonesia y Papua Nueva Guinea.
Su hábitat natural son los bosques húmedos de tierras bajas subtropicales o tropicales.

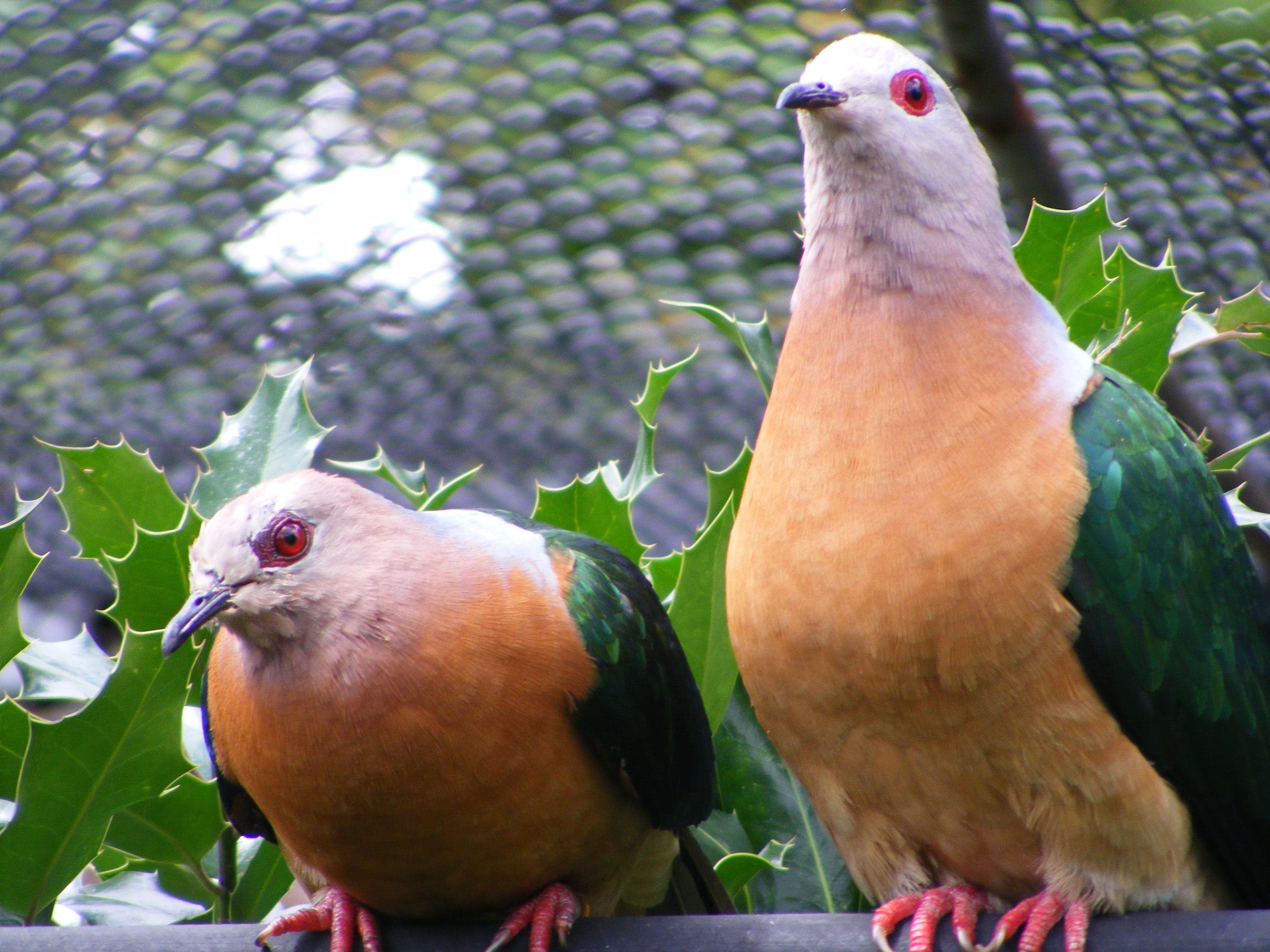
At London Zoo